# アシュブルック (小惑星)
アシュブルック (2157 Ashbrook) は小惑星帯の小惑星である。1924年3月7日にケーニッヒシュトゥール天文台でカール・ラインムートが発見した。
アメリカ合衆国の天文学者であるジョセフ・アシュブルックに因んで命名された。